# Мюльхайм-ан-дер-Рур

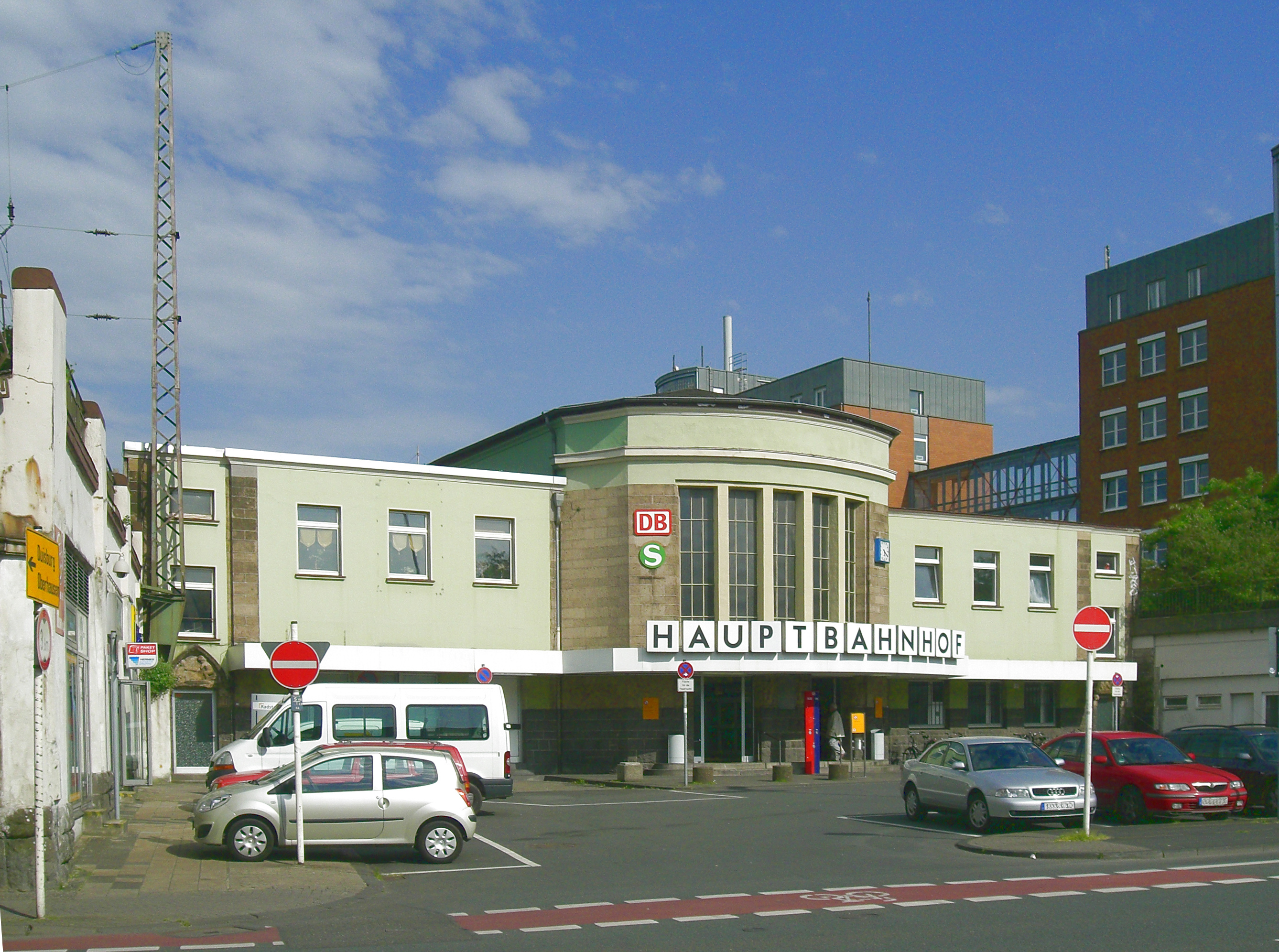
Главный вокзал города

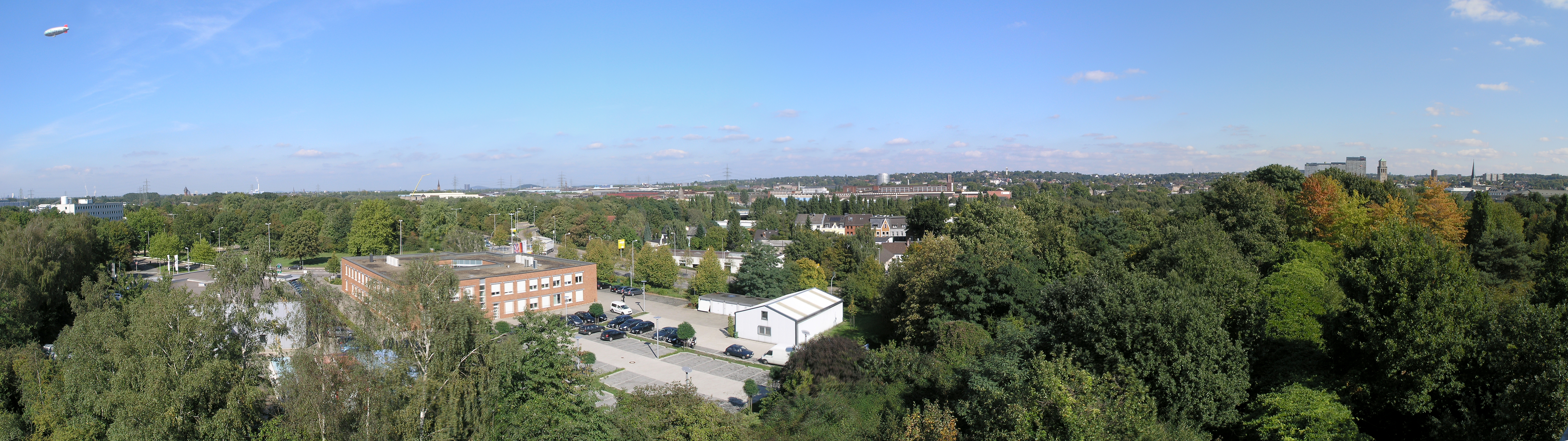
Панорама города (вид со смотровой площадки камеры-обскуры)

Мю́льхайм-ан-дер-Рур (нем. Mülheim an der Ruhr, н.-нем. Mölm) — город в Германии, в земле Северный Рейн-Вестфалия.
Население — 168,3 тыс. жителей (2009); в 2000 году — 173,9 тысяч. В данный момент[уточнить] наблюдается сокращение на 0,03%: по состоянию на 30 июля 2022 года в городе проживает 173,8 тысяч жителей.

## Экономика и транспорт
В городе работают производства компаний Siemens AG (паровые турбины), Turck (датчики и системы промышленной автоматизации). Также здесь расположена штаб-квартира крупного торгового холдинга Tengelmann Group. В 2007 году в Мюльхайме прошёл Открытый чемпионат Германии по бадминтону.
В Мюльхайме имеется железнодорожная станция, на которой останавливаются региональные поезда RB, RE, S Bahn.
Внутригородской транспорт управляется компанией «RUHRBAHN», которая также является управляющей компанией городского транспорта Эссене поэтому маршруты городского транспорта в Мюльхайме и Эссене имеют общую нумерацию.
Из городского транспорта имеются автобусы и трамваи
Автобусная сеть насчитывает 12 обычных и 4 ночных маршрутов. Обычные маршруты работают до 23 часов, ночные после 23 часов.
Трамвайная сеть является комбинированной, состоящей из линии скоростного трамвая (нем. stadtbahn) и линий обычного трамвая (нем. Straßenbahn). Линия штадтбана U-18 соединяет город с Эссеном и имеет на территории Мюльхайма 9 станций. Действуют четыре маршрута Straßenbahn. Маршрут 102 является внутригородским. Маршрут 104 соединяет город с Эссеном. Маршрут 112 соединяет Мюльхайм с г. Оберхаузен. Маршрут 901 соединяет Мюльхайм с г. Дуйсбург и имеет дуйсбургскую нумерацию. В трамвайной сети имеются два подземных участка. Участок штадтбана с 6 станциями и участок Straßenbahn с 4 станциями, который полностью использует маршрут 102 и частично маршрут 901. Эти участки пересекаются на станции Mülheim Hbf, которая является пересадочной с маршрутов 102 и 901 на линию штадтбана.
На территории города расположен аэропорт «Эссен-Мюльхайм».

## Достопримечательности
- Замок Бройх
- Замок Штюрум
- Цистерцианский монастырь Саарн
- Камера-обскура в Мюльхайм-на-Руре
- Музей воды Aquarius
- Башня Бисмарка
- Вилла Йозефа Тиссена
- Мюльхаймский шлюз
- Дом и памятник Герхарду Терстегену

## Международные отношения
3 августа 2022 года канцлер Шольц посетил завод Siemens в Мюльхайме и осмотрел турбину для «Северного потока».

### Города-побратимы
- Дарлингтон, Великобритания (1953)
- Тур, Франция (1962)
- Ополе, Польша (1989)
- Кфар-Сава, Израиль (1993)
- Бейкоз, Турция (2007)
- Коувола, Финляндия (2009)

### Города-партнёры
- Калькилия, Государство Палестина